# Girobifastigij
| Girobifastigij        | Girobifastigij              |
| --------------------- | --------------------------- |
| Rhombohedron          |                             |
| Vrsta                 | Johnsonovo telo J25-J26-J27 |
| Stranske ploskve      | 4 trikotniki 4 kvadrati     |
| Robovi                | 14                          |
| Oglišča               | 8                           |
| Dualni polieder       | -                           |
| Konfiguracija oglišča | 4(3.42) 4(3.4.3.4)          |
| Simetrijska grupa     | D2d                         |
| Lastnosti             | konveksen, satovje          |
| mreža telesa          |                             |

Giro bifastigij je eno izmed Johnsonovih teles (J26). Nastane tako, da združimo  dve pravilni tristrani prizmi, ki imata po dve stranski ploskvi, vzdolž odgovarjajočih kvadratnih stranskih ploskev, pri tem pa zavrtimo eno prizmo za četrtino obrata.
Izraz izhaja iz latinske besede fastigium, kar pomeni poševno streho   
Po običajnih dogovorih o imenovanju Johnsonovih teles pomeni -bi povezavo dveh teles in -giro pomeni, da sta zavrtena glede drug na drugega.
Girobifastigij je na seznamu Johnsonovih teles pred kupolami. To pojasnjujemo s tem, da izgleda kot digonalna girokupola. Tako kot tudi zaporedje pravilnih kvadratov in  trikotnikov, ki obkrožajo  mnogokotnik tako je tudi vsaka polovica girobifastigija izmenoma obdana s kvadrati in trikotniki, ki so povezani na vrhu samo z grebenom.
Girobifastigij je eden izmed konveksnih poliedrov s pravilnimi stranskimi ploskvami, ki lahko izpolnjujejo prostor. Ostali so še kocka, prisekan oktaeder ter tristrana prizma in šeststrana prizma. Tako so edina Johnsonova telesa, ki omogočajo izpolnjevanje prostora .

## Prostornina in površina
Naslednja izraza za prostornino (V) in površino (P) sta uporabna za vse stranske ploskve, ki so pravilne in imajo dolžino roba 1 
{\displaystyle V=({\frac {\sqrt {3}}{2}})a^{3}\approx 0,866025...a^{3}}
{\displaystyle P=(4+{\sqrt {3}})a^{2}\approx 5,73205...a^{2}}